# Hugo Hovenkamp
Hugo Hovenkamp (Groningen, 1950. október 5. –) világbajnoki ezüstérmes holland labdarúgó, hátvéd.

## Pályafutása

### Klubcsapatban
1968 és 1975 között az FC Groningen labdarúgója volt. 1975-ben szerződtette az alkmaari AZ csapata, ahol egy bajnoki címet és három holland kupát nyert az együttessel. Tagja volt az 1980–81-es UEFA-kupa döntős csapatnak. 1983 és 1985 között az osztrák Wacker Innsbruckban játszott és itt fejezte be az aktív labdarúgást.

### A válogatottban
1977 és 1983 között 31 alkalommal szerepelt a holland válogatottban és két gólt szerzett. Tagja volt az 1978-as világbajnoki ezüstérmes csapatnak. Részt vett az 1980-as olaszországi Európa-bajnokságon.

## Sikerei, díjai
Hollandia
- Világbajnokság
  - ezüstérmes: 1978, Argentína

 AZ
- Holland bajnokság
  - bajnok: 1980–81
- Holland kupa (KNVB beker)
  - győztes: 1978, 1981, 1982
- UEFA-kupa
  - döntős: 1980–81

## Statisztika

### Mérkőzései a holland válogatottban
| Hollandia | Hollandia            | Hollandia                              | Hollandia      | Hollandia | Hollandia     | Hollandia     | Hollandia | Hollandia |
| #         | Dátum                | Helyszín                               | Hazai          | Eredmény  | Vendég        | Kiírás        | Gólok     | Esemény   |
| --------- | -------------------- | -------------------------------------- | -------------- | --------- | ------------- | ------------- | --------- | --------- |
| 1.        | 1977. február 9.     | London, Wembley Stadion                | Anglia         | 0 – 2     | Hollandia     | barátságos    | -         |           |
| 2.        | 1977. március 26.    | Antwerpen, Bosuilstadion               | Belgium        | 0 – 2     | Hollandia     | vb-selejtező  | -         |           |
| 3.        | 1977. augusztus 31.  | Nijmegen, Goffertstadion               | Hollandia      | 4 – 1     | Izland        | vb-selejtező  | -         |           |
| 4.        | 1977. október 5.     | Rotterdam, Feijenoord Stadion          | Hollandia      | 0 – 0     | Szovjetunió   | barátságos    | -         |           |
| 5.        | 1977. október 12.    | Belfast, Windsor Park                  | Észak-Írország | 0 – 1     | Hollandia     | vb-selejtező  | -         |           |
| 6.        | 1977. október 26.    | Amszterdam, Olimpiai Stadion           | Hollandia      | 1 – 0     | Belgium       | vb-selejtező  | -         |           |
| 7.        | 1978. február 22.    | Ramat Gan, Nemzeti Stadion             | Izrael         | 1 – 2     | Hollandia     | barátságos    | -         |           |
| 8.        | 1978. október 11.    | Bern, Wankdorfstadion                  | Svájc          | 1 – 3     | Hollandia     | Eb-selejtező  | -         | 30'       |
| 9.        | 1978. november 15.   | Rotterdam, Feijenoord Stadion          | Hollandia      | 3 – 0     | NDK           | Eb-selejtező  | -         |           |
| 10.       | 1978. december 20.   | Düsseldorf, Rheinstadion               | NSZK           | 3 – 1     | Hollandia     | barátságos    | -         |           |
| 11.       | 1979. május 2.       | Chorzów, Stadion Śląski                | Lengyelország  | 2 – 0     | Hollandia     | Eb-selejtező  | -         |           |
| 12.       | 1979. május 22.      | Bern, Wankdorfstadion (SUI)            | Argentína      | 0 – 0     | Hollandia     | barátságos    | -         |           |
| 13.       | 1979. szeptember 5.  | Reykjavík, Laugardalsvöllur            | Izland         | 0 – 4     | Hollandia     | Eb-selejtező  | -         |           |
| 14.       | 1979. szeptember 26. | Rotterdam, Feijenoord Stadion          | Hollandia      | 1 – 0     | Belgium       | barátságos    | -         | 46'       |
| 15.       | 1979. október 17.    | Amszterdam, Olimpiai Stadion           | Hollandia      | 1 – 1     | Lengyelország | Eb-selejtező  | -         |           |
| 16.       | 1979. november 21.   | Lipcse, Zentralstadion                 | NDK            | 2 – 3     | Hollandia     | Eb-selejtező  | -         | 46'       |
| 17.       | 1980. január 23.     | Vigo, Estadio de Balaídos              | Spanyolország  | 1 – 0     | Hollandia     | barátságos    | -         |           |
| 18.       | 1980. március 26.    | Párizs, Parc des Princes               | Franciaország  | 0 – 0     | Hollandia     | barátságos    | -         |           |
| 19.       | 1980. június 11.     | Nápoly, Stadio San Paolo (ITA)         | Görögország    | 0 – 1     | Hollandia     | Eb-csoportkör | -         |           |
| 20.       | 1980. június 14.     | Nápoly, Stadio San Paolo (ITA)         | NSZK           | 3 – 2     | Hollandia     | Eb-csoportkör | -         | 46'       |
| 21.       | 1980. június 17.     | Milánó, Giuseppe Meazza Stadion (ITA)  | Csehszlovákia  | 1 – 1     | Hollandia     | Eb-csoportkör | -         |           |
| 22.       | 1980. november 19.   | Brüsszel, Heysel Stadion               | Belgium        | 1 – 0     | Hollandia     | vb-selejtező  | -         |           |
| 23.       | 1980. december 30.   | Montevideo, Estadio Centenario         | Uruguay        | 2 – 0     | Hollandia     | Mundialito    | -         |           |
| 24.       | 1981. január 6.      | Montevideo, Estadio Centenario (URU)   | Olaszország    | 1 – 1     | Hollandia     | Mundialito    | -         |           |
| 25.       | 1981. február 22.    | Groningen, Stadion Oosterpark          | Hollandia      | 3 – 0     | Ciprus        | vb-selejtező  | 1         | 15'       |
| 26.       | 1981. március 25.    | Rotterdam, Feijenoord Stadion          | Hollandia      | 1 – 0     | Franciaország | vb-selejtező  | -         | 46'       |
| 27.       | 1981. április 29.    | Nicosia, Makário Stadion               | Ciprus         | 0 – 1     | Hollandia     | vb-selejtező  | -         |           |
| 28.       | 1981. október 14.    | Rotterdam, Feijenoord Stadion          | Hollandia      | 3 – 0     | Belgium       | vb-selejtező  | -         |           |
| 29.       | 1982. március 23.    | Glasgow, Hampden Park                  | Skócia         | 2 – 1     | Hollandia     | barátságos    | -         |           |
| 30.       | 1982. december 19.   | Aachen, Tivoli Stadion (FRG)           | Málta          | 0 – 6     | Hollandia     | Eb-selejtező  | 1         | 34'       |
| 31.       | 1983. február 16.    | Sevilla, Ramón Sánchez Pizjuan Stadion | Spanyolország  | 1 – 0     | Hollandia     | Eb-selejtező  | -         | 46'       |
|           | Összesen             |                                        |                | 31        | mérkőzés      |               | 2         | gól       |